# Бебе (футболист)
Вижте пояснителната страница за други личности с името Бебе.
Тиаго Мануел Диаш Корейра, по-известен като Бебе, е кабовердиански футболист, роден на 12 юли 1990 г. в Агуалва Чакем, Португалия. Състезава се за испанския Ибиса. Името, с което се състезава, е прякор, даден му от по-големия му брат.
Бебе е четвъртият играч с произход от Кабо Верде, който облича екипа на Манчестър Юнайтед. Останалите трима са националите на: Португалия - Нани, Франция - Патрис Евра и Швеция - Хенрик Ларсон. Родителите на Бебе, имигранти в Лисабон, го изоставят като малък. Налага се грижите за него да поеме баба му, живееща в предградие на португалската столица. Когато навършва 12 години, съдът го поставя под грижите на църквата. Така Бебе е преместен в сиропиталище на 20 км от Лисабон. През 2009 г. заедно с други 7 обитатели на дома е поканен да участва в Европейския фестивал по уличен футбол във Фоча, Босна и Херцеговина. Въпреки че отборът му отпада още в първата фаза на турнира, Бебе оставя добри впечатления, отбелязвайки 4 гола в 6 срещи.
Между 2001 и 2008 г. Бебе се състезава за аматьорския Луреш. През лятото на 2009 г. става част от втородивизионния Ещрела, където бързо се налага като звездата на отбора. Само година по-късно Ещрела е затънал във финансови проблеми и не успява да изплаща заплатите на футболистите си. Бебе успява да разтрогне договора си по вина на клуба и се присъединява към елитния Витория Гимараеш като свободен агент.
Участник в Купата на африканските нации 2023 където вкарва първия гол за отбора си срещу Мозамбик при победата с 3:0 в групите.